# ملك الآلهة

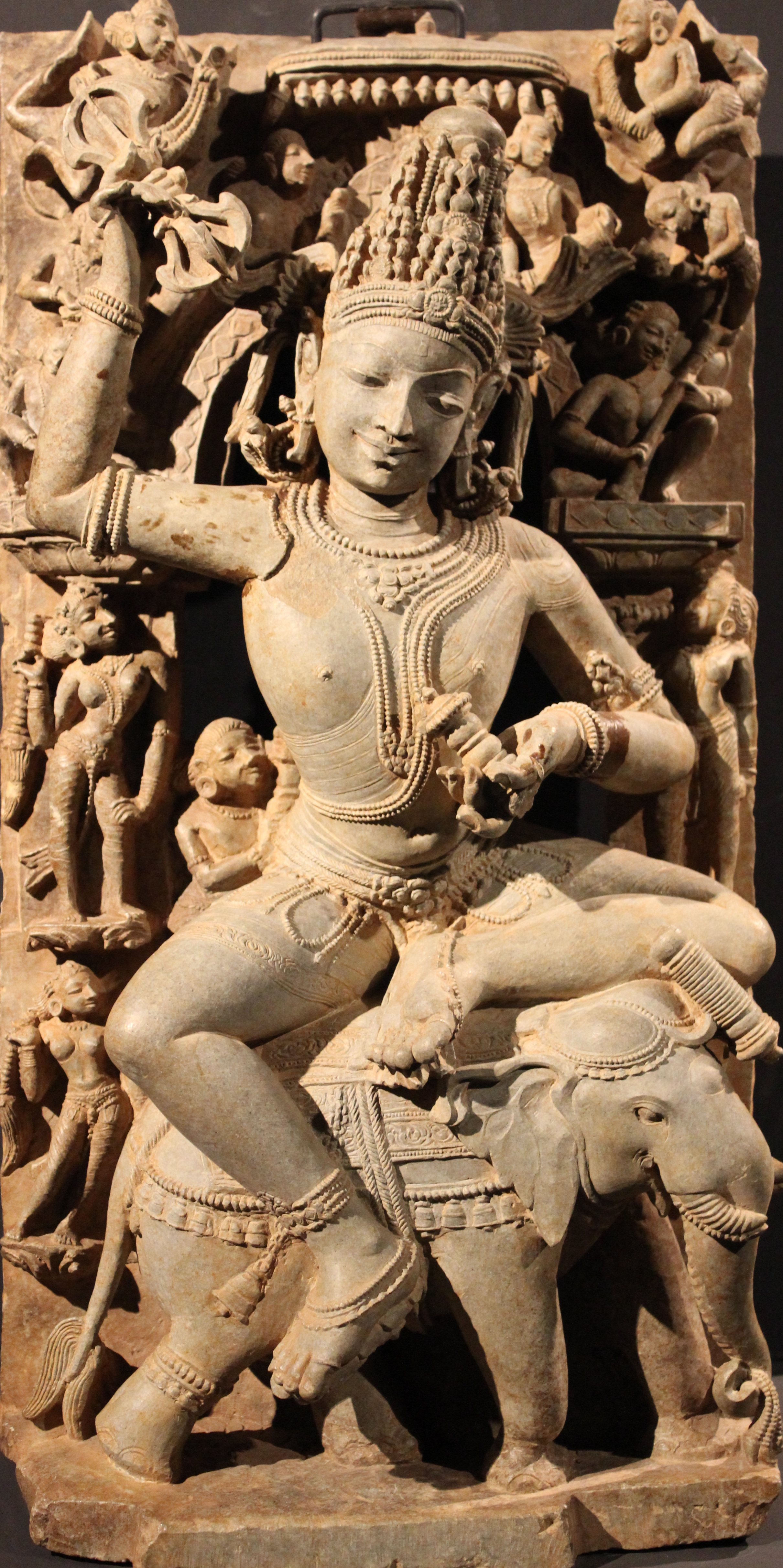
إندرا ، ملك الآلهة الفيدية

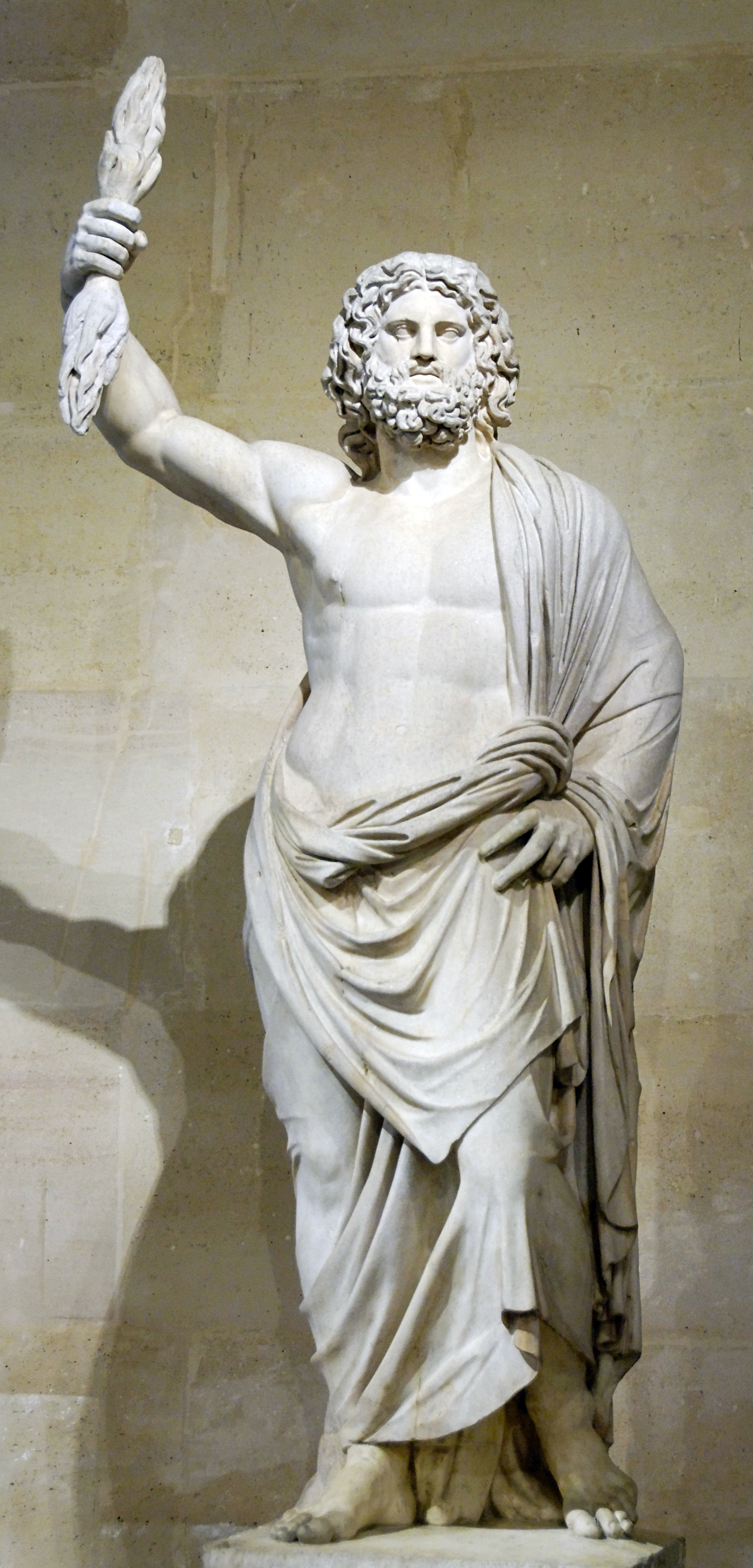
ملك الآلهة (زيوس) ملك الآلهة اليونانية، إله السماء والبرق والرعد والقانون والنظام والعدالة. اكتشف في سميرنا في 1680

بالرغم من تطور نظم تعدد الآلهة بمرور الزمن، ظل هناك ميل نحو الإله الواحد، وعادةً ما يكون هذا ذكراً، ليحقق التفوق كـ«ملك للآلهة». هذا الاتجاه يمكن أن يوازي نمو الأنظمة الهرمية للسلطة السياسية التي يتولى فيها الملك في نهاية المطاف السلطة المطلقة للشؤون الإنسانية. تأتي آلهة أخرى للخدمة في المجلس الإلهي أو البانتيون، وعادةً ما ترتبط هذه الآلهة الفرعية بالعلاقات الأسرية من اتحاد زوج وزوجة واحدة، أو غير ذلك من ألوهية أندروجينيس المسؤولة عن الخلق.
من الناحية التاريخية، يمكن أن تتسبب الأحداث الاجتماعية اللاحقة، مثل الغزوات أو التحولات في هياكل السلطة، في إزاحة الملك السابق للآلهة بسبب عزله من منصبه على يد إله جديد يحل محله، ويفرض صفات ووظائف جديدة على الإله المعزول. وغالباً ما يكون لملك الآلهة زوجة واحدة على الأقل تكون هي ملكة الآلهة.
ومن الأمثلة على هذا عزل ملوك الآلهة في الأساطير القديمة:
- أسطورة الأنوناكي في بلاد ما بين النهرين، حل إنليل محل آنو وحل محله مردوخ.[1]
- أسطورتي التاسوع المقدس وأجدود في مصر القديمة، حيث يفرض الإله أوزوريس الهيمنة على الآلهة، لكن يتم عزله من قبل ست الذي قتل وشوه أخاه أوزوريس، لكن يعود حورس ابن أوزوريس وإيزيس ينتقم لأبيه والذي يزيح ست من مكانه.
- في الأساطير الكنعانية، قام بعل (أو هدد) باقتلاع إيل من منصبه.
- في الأساطير الحوريون / الحيثيون، قام تيشوب أو تارهنت أو آرينا بإزاحة كوماربي.
- في الأساطير الأرمنية الإله آر يأتي بعده آرامازد.
- في الديانة الفيدية التاريخية، كان ملك الآلهة في الأصل دياوس، في وقت لاحق عُزل من قبل إندرا، على الرغم من أن إندرا ظل يحتفظ بلقب ملك الآلهة وحاكم السماء، فإن الثالوث الهندوسي براهما وشيفا وفيشنو تولى وظائف ملك الآلهة مع تطور الديانة الفيدية إلى هندوسية براهمانية. وغالبا ما يعتبر الهندوس إندرا أقل شأنا من الثالوث.
- في الأولمبيون الاثنا عشر في اليونان القديمة، كرونوس يحل محل أورانوس، وزيوس بدوره يحل محل كرونوس.

وفقًا للنظريات النسوية في استبدال نظام الأمومة الأصلي بـ"النظام الأبوي"، تميل آلهة السماء الذكور إلى أن تحل محل آلهة الأرض الإناث وتحقق القدرة الكلية.
هناك أيضاً ميل إلى أن يأخذ ملوك الآلهة أهمية أكثر وأكثر، مع افتراض صفات ووظائف ألوهية الأقل، التي أصبحت ينظر إليها على أنها جانب من جوانب الإله الأعلى الأوحد. ومن الأمثلة على ذلك:
- أهورا مازدا في الزرادشتية، إيران القديمة.
- ينظر إلى براهما وشيفا وفيشنو في الهندوسية على أنها تضم جوهر كل الآلهة الأخرى، وتعتبر جوانب من الواقع الأحادي، وهي قوة لا نهائية تسمى براهمان.

## صفات مميزة
فيما يلي الخصائص المشتركة بين جميع ملوك الآلهة تقريباً:
- الخلق: تستمد معظم هذه الآلهة قوتها من حقيقة أنها أوجدت العالم، وصاغت قوانينها أو أنشأت أشكال حياة خاصة البشر. على سبيل المثال: رع، أودين.
- السيادة على السماء: العديد من هذه الآلهة تسيطر على جميع جوانب السماء، مثل الطقس والمطر والعواصف الرعدية والهواء والرياح والأجرام السماوية مثل النجوم. كما أنها تتحكم في بعض جوانب الأرض مثل الحصاد والخصوبة والنباتات أو الجبال. على سبيل المثال: زيوس، إندرا، بيرون.
- الصواعق والبرق أسلحة شخصية: يشيع رؤيتها مع آلهة السماء.
- الحكمة الإلهية: يمتلك بعض ملوك الآلهة استبصار وحكمة فائقة، مقارنة بمعظم الكائنات الأخرى. على سبيل المثال: رع، أودين.
- إله الشمس، وضوء النهار أو النار السماوية: يرتبط بعض ملوك الآلهة بالشمس، حيث إنها تعطي الحياة ورمزاً قوياً للنظام. ويقال أنهم مسؤولون عن النار السماوية التي تطهرها الطبيعة. ضوء النهار هو أيضا ظاهرة مهمة لأن معظم الأحداث تحدث تحت وجودها. على سبيل المثال: رع، ديوس، بيتر.
- الفتوحات والقانون والعدالة والنظام والزمن والمصير: معظم ملوك الآلهة لديهم القدرة على السيطرة على أحداث المعركة ومنح النصر لمن يستحقونها. ينظر إليهم على أنهم نماذج من القانون ويعززون النظام. ينظر إليهم على أنهم مظاهر قوية لحضاراتهم. يمتلك بعض الآلهة مهارة كبيرة في الحرب أو قوة جسدية هائلة. بعض منهم لديهم القدرة بالسيطرة على الزمن وتنظيمه مع الفصول. البعض الآخر لديهم سيطرة محدودة على مصير الإنسان. على سبيل المثال: زيوس، أودين، رع، إندرا.
- السلطة الإلهية على آلهة أخرى: قد يكون هذا بسبب أن رأس البانتيون المعني هو الأب أو الخالق للعديد من الآلهة والآلهة الذين أقسموا بالولاء له. ونتيجة لذلك، يتأكد ملك الآلهة من أن جميع الآلهة تعمل بشكل صحيح، وتعاقبهم على أعمالهم السيئة، أو تمنح الخلود للآلهة الصغرى أو غيرهم، إلخ. مثال: زيوس، أودين.
- المنافس الإلهي: في بعض الحالات، قد يكون هناك إله آخر، متساوٍ في القوة الخارقة للطبيعة ويعتقد أنه يستطيع القيام بعمل أفضل من الملك الحالي. وغالباً ما ينتج عن هذا صراع، وفي الحالات القصوى قد تنشب حرب بين الآلهة. على سبيل المثال: رع وأبوفيس؛ أوزوريس، سيت وحورس؛ بيرون وفيليس إندرا وآسوراس. زيوس وبوسيدون؛ كرونوس وأورانوس؛ تايفوس وزيوس الخ.